# Gonthier
Gonthier is een Belgisch historisch merk van motorfietsen en zijspannen.
De bedrijfsnaam was: Henry Gonthier, Liège.
Henry Gonthier verkocht zelf niet veel motorfietsen, maar hij bedacht en ontwikkelde vooral machines die hij bij andere bedrijven liet produceren. In 1910 presenteerde hij een 750cc-viercilinder-kopklep-lijnmotor die 6 pk leverde. Hij ging samenwerken met de Atéliers Spring in Tilff, dat al vrij dure V-twins voor welgestelde klanten bouwde, maar nu ook Gonthier's viercilinder inbouwde. In 1914 nam Gonthier met een eigen 500cc-model deel aan "La Coupe de la Provedence". Deze motor stond mogelijk model voor de CITA, die hij in 1922 introduceerde.